# Krzysztof Wodziński (kierowca)
Krzysztof Wodziński – polski kierowca rajdowy i wyścigowy.

## Biografia
Karierę rozpoczął od rywalizacji Polskim Fiatem 126p w rajdach. W 1989 roku zadebiutował w WSMP, ścigając się w Formule Easter (kl. E5). W sezonie 1990 zajął Promotem II trzecie miejsce w klasie E5. Wygrał wówczas również klasę E2 GSMP. W 1991 roku wygrał wyścig w Poznaniu i został wicemistrzem Formuły Easter. Rok później zmienił pojazd na Estonię 21M. W 1993 roku zajął trzecie miejsce w klasyfikacji Formuły Easter (jedno zwycięstwo), natomiast w sezonie 1994 ponownie zmienił samochód na Promota i po wygraniu dwóch wyścigów zdobył tytuł mistrzowski. W sezonie 1996 został wicemistrzem Polski w klasie E-1300, a rok później powtórzył to osiągnięcie. W roku 1998 zmienił samochód na Van Diemena.
Jest bratem Andrzeja, który również był kierowcą rajdowym i wyścigowym.

## Wyniki w Polskiej Formule 3
| Legenda oznaczeń w tabelach wyników Wyświetl szablon na nowej stronie | Legenda oznaczeń w tabelach wyników Wyświetl szablon na nowej stronie                                                                     |
| Oznaczenie                                                            | Wyjaśnienie |
| --------------------------------------------------------------------- | --- |
| Złoty                                                                 | Zwycięzca lub mistrzostwo |
| Srebrny                                                               | 2. miejsce lub wicemistrzostwo |
| Brązowy                                                               | 3. miejsce lub II wicemistrzostwo |
| Zielony                                                               | Ukończył, punktował (w klasyfikacji generalnej, gdy zdobył co najmniej jeden punkt na przestrzeni sezonu, poza trzema powyższymi opcjami) |
| Niebieski                                                             | Ukończył, nie punktował (w klasyfikacji generalnej, gdy nie zdobył co najmniej jednego punktu na przestrzeni sezonu)                      |
| Czerwony                                                              | Nie zakwalifikował się (NZ) |
| Czerwony                                                              | Nie prekwalifikował się (NPK) |
| Różowy                                                                | Nie ukończył (NU) |
| Różowy                                                                | Niesklasyfikowany (NS) (w klasyfikacji generalnej, gdy nie został sklasyfikowany w żadnym wyścigu sezonu)                                 |
| Czarny                                                                | Zdyskwalifikowany (DK) |
| Czarny                                                                | Wykluczony (WYK/EX) |
| Biały                                                                 | Nie wystartował (NW) |
| Biały                                                                 | Kontuzjowany (K/INJ) |
| Biały                                                                 | Wyścig odwołany (OD/C) |
| Bez koloru                                                            | Został wycofany (WYC/WD) |
| Bez koloru                                                            | Nie przybył (NP/DNA) |
| Bez koloru                                                            | Nie brał udziału w treningach (NT/DNP) |
| Bez koloru                                                            | Nie został zgłoszony (–) |
| Pogrubienie                                                           | Start z pole position |
| Kursywa                                                               | Najszybsze okrążenie wyścigu |
| †                                                                     | Nie ukończył, ale jego rezultat został zaliczony ze względu na przejechanie więcej niż 90% dystansu wyścigu.                              |
| *                                                                     | Sezon w trakcie |
| 1/2/3                                                                 | Punktowana pozycja w sprincie kwalifikacyjnym                                                                                             |
| Lista systemów punktacji Formuły 1                                    | |

| Rok  | Zespół      | Samochód        | Silnik | Wyniki w poszczególnych eliminacjach | Wyniki w poszczególnych eliminacjach | Wyniki w poszczególnych eliminacjach | Wyniki w poszczególnych eliminacjach | Wyniki w poszczególnych eliminacjach | Wyniki w poszczególnych eliminacjach | Wyniki w poszczególnych eliminacjach | Wyniki w poszczególnych eliminacjach | Wyniki w poszczególnych eliminacjach | Wyniki w poszczególnych eliminacjach | Pkt. | Msc. |
| ---- | ----------- | --------------- | ------ | ------------------------------------ | ------------------------------------ | ------------------------------------ | ------------------------------------ | ------------------------------------ | ------------------------------------ | ------------------------------------ | ------------------------------------ | ------------------------------------ | ------------------------------------ | ---- | ---- |
| 1998 |             |                 |        | Polska                               | Polska                               | Polska                               | Polska                               | Polska                               | Polska                               | Polska                               | Polska                               | Polska                               | Polska                               | 47   | 18   |
| 1998 | Jet-Castrol | Van Diemen RF95 | Łada   | 6                                    | NU                                   | NU                                   | NU                                   | 10                                   | 15                                   | 7                                    | NW                                   | -                                    | -                                    | 47   | 18   |